# Swartzia amplifolia
Swartzia amplifolia är en ärtväxtart som beskrevs av Hermann August Theodor Harms. Swartzia amplifolia ingår i släktet Swartzia och familjen ärtväxter. IUCN kategoriserar arten globalt som livskraftig.

## Underarter
Arten delas in i följande underarter:
- S. a. amplifolia
- S. a. colombiana
- S. a. rigida